# Inégalité d'Efron-Stein
En théorie des probabilités, l'inégalité d'Efron-Stein permet de borner la variance d'une fonction générale de variables aléatoires indépendantes. Cette inégalité peut être couplée avec d'autres inégalités de concentration classiques, comme l'inégalité de Bienaymé-Tchebychev.

## Énoncé
Soient {\displaystyle X_{1},\dots ,X_{n}} des variables aléatoires indépendantes à valeurs dans un espace {\displaystyle {\mathcal {X}},Z=f(X_{1},\dots ,X_{n})} une fonction générale des {\displaystyle X_{1},\dots ,X_{n}} avec {\displaystyle f\colon {\mathcal {X}}^{n}\to \mathbb {R} } alors 
où {\displaystyle \mathbb {E} ^{(i)}} désigne l'espérance conditionnelle conditionnée par rapport à  {\displaystyle X^{(i)}=(X_{1},\dots ,X_{i-1},X_{i+1},\dots X_{n})}, c'est-à-dire 
Si on pose {\displaystyle X_{1}',\dots ,X_{n}'} des copies indépendantes des {\displaystyle X_{1},\dots ,X_{n}} et que l'on pose 
alors le membre de droite de cette inégalité peut également s'écrire :
On peut également écrire que {\displaystyle \sum _{i=1}^{n}\mathbb {E} \left[(Z-\mathbb {E} ^{(i)}[Z])^{2}\right]=\inf _{Z_{i}}\sum _{i=1}^{n}\mathbb {E} \left[(Z-Z_{i})^{2}\right]} où l'infimum est pris sur l'ensemble des {\displaystyle X^{(i)}}-mesurable et les variables {\displaystyle Z_{i}} admettant un moment d'ordre deux.

## Démonstration
L'idée de la preuve est de généraliser le cas où quand {\displaystyle Z=X_{1}+\dots +X_{n}}, on a {\displaystyle \mathrm {Var} (Z)=\sum _{i=1}^{n}\mathrm {Var} (X_{i}).}
Si on note {\displaystyle \mathbb {E} _{(i)}} l'espérance conditionnelle conditionnée par rapport à {\displaystyle (X_{1},\dots ,X_{i})} (avec la convention {\displaystyle \mathbb {E} _{(0)}=\mathbb {E} } et que l'on pose 
alors {\displaystyle Z-\mathbb {E} [Z]=\sum _{i=1}^{n}\Delta _{i}.}
Donc {\displaystyle \mathrm {Var} (Z)=\mathbb {E} \left[\left(\sum _{i=1}^{n}\Delta _{i}\right)^{2}\right]=\sum _{i=1}^{n}\mathbb {E} [\Delta _{i}^{2}]+2\sum _{i<j}\mathbb {E} [\Delta _{i}\Delta _{j}].}
Or, si {\displaystyle i<j,\mathbb {E} _{(i)}[\Delta _{j}]=\mathbb {E} _{(i)}\left[\mathbb {E} _{(j)}[Z]-\mathbb {E_{(j-1)}} [Z]\right]=\mathbb {E} _{(i)}[Z]-\mathbb {E} _{(i)}[Z]=0} donc
On a donc à présent que {\displaystyle \mathrm {Var} (Z)=\sum _{i=1}^{n}\mathbb {E} [\Delta _{i}^{2}]}.
D'après le théorème de Fubini, {\displaystyle \mathbb {E} _{(i)}\left[\mathbb {E} ^{(i)}[Z]\right]=\mathbb {E} _{(i-1)}[Z]}, d'où {\displaystyle \Delta _{i}=\mathbb {E} _{(i)}\left[Z-\mathbb {E} ^{(i)}[Z]\right]}. D'après l'inégalité de Jensen,
Finalement, {\displaystyle \mathrm {Var} (Z)=\sum _{i=1}^{n}\mathbb {E} [\Delta _{i}^{2}]\leq \sum _{i=1}^{n}\mathbb {E} \left[\mathbb {E} _{(i)}\left[\left(Z-\mathbb {E} ^{(i)}[Z]\right)^{2}\right]\right]=\sum _{i=1}^{n}\mathbb {E} \left[\left(Z-\mathbb {E} ^{(i)}[Z]\right)^{2}\right]}.
Démontrons maintenant l'égalité des termes pour le membre de droite de l'inégalité d'Efron-Stein. Si on note {\displaystyle \mathrm {Var} ^{(i)}} la variance conditionnelle conditionnée par rapport à {\displaystyle X^{(i)}} alors 
En utilisant le fait que si {\displaystyle X} et {\displaystyle Y} sont des variables aléatoires réelles indépendantes et identiquement distribuées alors {\displaystyle \mathrm {Var} (X)={\frac {1}{2}}\mathbb {E} \left[(X-Y)^{2}\right].}
Or conditionnellement à {\displaystyle X^{(i)}}, les variables {\displaystyle Z} et {\displaystyle Z_{i}'} sont indépendantes et identiquement distribuées d'où 
La dernière égalité vient du fait que l'on puisse écrire que {\displaystyle \mathrm {Var} (X)=\inf _{a\in \mathbb {R} }\mathbb {E} [(X-a)^{2}]}. Donc conditionnellement à {\displaystyle X^{(i)}}, on peut écrire que 

## Applications

### Fonctions avec différences bornées
Une fonction {\displaystyle f\colon {\mathcal {X}}^{n}\to \mathbb {R} } possède la propriété de différences bornées s'il existe des constantes positives {\displaystyle c_{1},\dots ,c_{n}}tels que 
Si une fonction {\displaystyle f} vérifie cette propriété avec les constantes {\displaystyle c_{1},\dots ,c_{n}}, alors d'après l'inégalité d'Efron-Stein et parce que {\displaystyle \mathrm {Var} ^{(i)}(Z)\leq \mathbb {E} ^{(i)}\left[(Z-Z_{i})^{2}\right]} pour {\displaystyle Z_{i}={\frac {1}{2}}\left[\sup _{x_{i}'\in {\mathcal {X}}}f(X_{1},\dots ,X_{i-1},x_{i}',X_{i+1},\dots ,X_{n})+\inf _{x_{i}'\in {\mathcal {X}}}f(X_{1},\dots ,X_{i-1},x_{i}',X_{i+1},\dots ,X_{n})\right]}, on a 

### Fonctions auto-bornées
On dit qu'une fonction positive {\displaystyle f:{\mathcal {X}}^{n}\to [0,\infty )} est auto-bornée s'il existe des fonctions {\displaystyle f_{i}:{\mathcal {X}}^{n-1}\to \mathbb {R} } tels que pour tout {\displaystyle x_{1},\dots ,x_{n}\in {\mathcal {X}}} et tout {\displaystyle i=1,\dots ,n},
et
D'après l'inégalité d'Efron-Stein, toute fonction {\displaystyle f} auto-bornée vérifie {\displaystyle \mathrm {Var} (f(X_{1},\dots ,X_{n}))\leq \mathbb {E} [f(X_{1},\dots ,X_{n})]}.